# Titus Burckhardt
Pour les articles homonymes, voir Burckhardt.
Titus Burckhardt (1908-1984) est un métaphysicien traditionaliste suisse, membre de premier plan de l'école pérennialiste. Il est l'auteur de plusieurs ouvrages sur la métaphysique, la cosmologie, l'anthropologie, l'ésotérisme, l'alchimie, le soufisme, le symbolisme et l'art sacré.

## Biographie
Issu d’une famille patricienne de Bâle, Titus Burckhardt est le fils du sculpteur Carl Burckhardt (1878-1923) et le petit-neveu de Jacob Burckhardt (1818-1897), historien de l'art et spécialiste de la Renaissance ; son arbre généalogique comprend également Jean-Louis Burckhardt (1784-1817), l’explorateur qui a découvert la ville nabatéenne de Pétra et les temples égyptiens d'Abou Simbel,. Il naît à Florence le 24 octobre 1908 et, l’année suivante, la famille s’installe à Bâle. Lors de ses études primaires il côtoie Frithjof Schuon, qui deviendra l'ami de toute une vie. En 1920, la famille quitte Bâle pour Ligornetto dans le canton suisse du Tessin, où son père décède trois ans plus tard.
Vers 1927, Burckhardt entame des études de peinture, de sculpture et d’histoire de l’art à Munich et à Paris. Attiré par un mode de vie traditionnel que l’Occident ne peut lui offrir, il profite des vacances pour se rendre au Maroc (1928 ou 1929), où il se consacre au dessin et à la peinture. Il est subjugué par ce séjour qui voit s'amorcer les premiers pas de sa quête spirituelle. À son retour, il découvre l’œuvre du métaphysicien français René Guénon, dans laquelle « il trouve la clé du monde qui l’avait ébloui ».
Début 1933, Burckhardt retourne au Maroc à la recherche d'un maître spirituel. Il se convertit à l’islam et apprend l’arabe, ce qui lui permettra d'assimiler les classiques du soufisme dans leur langue originale. Après certaines déceptions, sa recherche le conduit à Fès où il fait la connaissance du cheikh Alî al-Darqâwî, petit-fils et successeur spirituel de  Moulay al-Arabî al-Darqâwî (†1823), le rénovateur de l’ordre shâdhilite. Il est initié par le cheikh et intègre la tarîqa Darqawiya. Pour tenter de subvenir à ses besoins, il acquiert un troupeau de moutons qu'il installe dans les campagnes du Moyen-Atlas, ce qui n'améliorera que peu sa précarité économique. Parallèlement, il suit un apprentissage dans la création de zelliges chez un maître artisan fassi, qui le presse à mémoriser la Alfiyya d'Ibn Malik, un poème didactique de mille vers qui décline toutes les règles de la grammaire arabe ; Burckhardt lui en sera toujours reconnaissant.
Début 1935, il reçoit la visite à Fès de Frithjof Schuon, qui revient de la zaouia du défunt cheikh al-Alawî de Mostaganem. Schuon avait été initié par ce cheikh shâdhili en 1932 et Burckhardt ne tarde pas à se rendre compte que le guide qui lui est prédestiné n’est autre que son ami d’enfance. La totale insertion de Burckhardt à la vie locale le rend suspect aux yeux des autorités françaises, qui le somment de quitter le pays ; il rentre donc à Bâle au printemps 1935. Ce retour au pays marque le début de la relation épistolaire entre Burckhardt et René Guénon, ainsi que son rattachement à la tariqa de Schuon. Celui-ci, qui réside alors en France, demande à Burckhardt de s’occuper de la direction spirituelle de ses disciples bâlois.
De 1936 à 1938, Burckhardt étudie l’histoire de l’art et les langues orientales à l’université de Bâle. L'année 1937 marque le début de sa collaboration à la revue d'inspiration guénonienne Études traditionnelles, dans laquelle il publie des articles sur l'art traditionnel, en particulier hindou, chrétien et musulman, sur l'alchimie, la cosmologie et l'astrologie traditionnelles, le folklore, ainsi que sur divers symbolismes. Un bon nombre de ces articles ont été réunis plus tard dans deux ouvrages. La revue publie également ses traductions de traités soufis d'al-Ghazâlî, d'Ibn Arabî, d'Abd al-Karîm al-Jîlî et d'al-Arabî al-Darqâwî. Pour le professeur pakistanais Muhammed Suheyl Omar, Burckhardt est l’un des seuls auteurs à avoir, non seulement exposé, mais aussi assimilé la métaphysique d’Ibn Arabî, ce que confirme l’islamologue iranien Hossein Nasr, qui affirme en outre que l'œuvre burckhardtienne a contribué à l'intérêt que l'Occident manifeste pour Ibn Arabî depuis la seconde moitié du XXe siècle.
Il se marie en 1939. Peu après, la maison d’édition suisse alémanique Urs Graf sise à Olten et à Bâle, spécialisée dans la reproduction de manuscrits enluminés du Moyen Âge, l’engage comme directeur artistique et directeur de collection ; il y demeurera jusqu’à sa retraite en 1968. Ses langues de travail sont l'allemand, le français, l'arabe, le latin, l'anglais et l'italien. Le couple s'installe à Berne, à mi-chemin entre Olten et Lausanne où réside Schuon. La qualité des ouvrages publiés par Urs Graf confère à cet éditeur une renommée mondiale dans son domaine et en octobre 1950, à l’occasion d’une audience privée, Burckhardt remet au pape Pie XII les trois volumes d'un fac-similé en quadrichromie du célèbre Livre de Kells (Evangeliorum quatuor codex Cenannensis), évangile de tradition celtique de l'an 800, publié par sa maison d'édition,.
En 1952, le couple déménage à Lausanne où Burckhardt fonde la succursale romande d'Urs Graf et crée la collection Stätten des Geistes (« Hauts lieux de l’esprit »), pour laquelle il écrit et illustre trois ouvrages (Sienne ville de la Vierge, Fès ville d'islam et Chartres et la naissance de la cathédrale), qui viennent compléter, dans la même collection, ceux sur le Mont Athos, le Sinaï, l’Irlande celtique, Constantinople et Kyoto. Il publie chez d'autres éditeurs en 1951, 1958 et 1960 trois ouvrages clés : Introduction aux doctrines ésotériques de l'islam, Principes et méthodes de l'art sacré et Alchimie, sa signification et son image du monde. À la suite de Guénon, Coomaraswamy et Schuon, Burckhardt s’affirme comme un des grands porte-parole de la philosophia perennis du XXe siècle, « cette « sagesse incréée » qui s'exprime dans le platonisme, le Vedânta, le soufisme, le taoïsme et les autres authentiques enseignements ésotériques et sapientiels ». Historien et philosophe de l’art, ésotériste engagé dans une voie soufie, métaphysicien et artiste, il voue, selon le philosophe William Stoddart, son activité d’écrivain à l’exposé « des différents aspects de la Sagesse et de la Tradition ».
Le Maroc ayant recouvré son indépendance (1956), Burckhardt y retourne régulièrement à partir de 1960. En 1972, de concert avec le gouvernement marocain, l'UNESCO le délègue à Fès comme responsable du plan de restauration et de réhabilitation de la médina et de son patrimoine religieux, ainsi que de son artisanat. Il y restera cinq ans, conscient que la ville ancienne représente le modèle d’urbanisme islamique sans doute le mieux préservé, et qu’une fois réhabilitée, Fès « pourrait devenir une référence quant à la continuité d’un modèle urbain traditionnel capable d’évolution tout en gardant ses qualités intrinsèques ». Les deux premières années, muni d’une planche à dessin et d’un appareil photographique, Burckhardt répertorie seul les bâtiments notables, tant religieux que profanes, de l’extérieur comme de l’intérieur, afin d’évaluer leur état de conservation. Les trois années qui suivent le voient conduire une équipe interdisciplinaire chargée d’établir un schéma directeur pour la réhabilitation des monuments et du tissu urbain, y compris l’artisanat, « dont le rôle est de façonner un cadre de vie laissant transparaître les valeurs de l’esprit ». Le « Schéma directeur d’urbanisme de la ville de Fès » est adopté et publié par l’Unesco en 1980.

Durant sa mission à Fès, à la demande des organisateurs du Festival du monde de l'islam (Londres, 1976) — dont il deviendra l'une des forces directrices —, Burckhardt rédige un ouvrage général sur l'art musulman, Art of Islam: Language and Meaning. En tant que spécialiste de l'art et de l'urbanisme traditionnels, il est régulièrement invité à donner des conférences en Orient comme en Occident et à animer ou à participer à des séminaires,. L'islamologue Jean-Louis Michon, qui l'a bien connu, décrit ainsi ses qualités d'orateur : 
« En tant que conférencier, il faisait preuve d'un rare don pédagogique. Grâce à son humilité naturelle, il savait se mettre à la portée du commun des hommes. Sans jamais tomber dans la simplification ou la vulgarisation, il parvenait à présenter avec clarté des idées-clés, des notions fondamentales qu'il développait sous plusieurs angles avec une bienveillante lenteur [...]. En une heure de causerie prononcée d'un ton tranquille, coupée de silences qui n'avaient rien d'hésitant mais facilitaient la réflexion et l'assimilation, il exposait quelques grands thèmes, illustrés chacun par des exemples particulièrement frappants. »
Pour le professeur Hossein Nasr, « Burckhardt est le premier Occidental qui a pu exposer sérieusement le sens profond de l'art islamique» et, toujours selon Nasr, c'est en bonne partie grâce à son influence que les universités d'Europe et d'Amérique ont ouvert des programmes d'étude sur l'art et l'architecture islamiques. Ses compétences en ce domaine décident l'Arabie saoudite à le mandater comme conseiller dans l'élaboration des plans d'un campus universitaire à La Mecque. C'est ainsi qu'en 1978 et 1979 il supervise, aux côtés de Hassan Fathy et de Jean-Louis Michon, le bureau d'architectes américain chargé des plans afin que soient respectés les principes et l'esprit de l'architecture traditionnelle musulmane.
Sensible à la spiritualité amérindienne, Burckhardt rend visite en 1979 au chamane Thomas Yellowtail dans l'Ouest américain ; ils s'étaient connus à Paris en 1953, revus à Lausanne en 1954 et avaient maintenu une profonde amitié. Son intérêt pour les Indiens d'Amérique du Nord s'est exprimé par l'édition de deux ouvrages : la version allemande de Black Elk speaks (1955) et, onze ans plus tard, Der wilde Westen, une compilation illustrée de citations de célèbres chefs indiens ainsi que de cowboys et de colons.
En 1981, malgré une neuropathie invalidante, Burckhardt se rend une dernière fois à Fès comme invité d'honneur au lancement, par le directeur général de l'UNESCO, de la campagne internationale pour la sauvegarde de la médina,.
Il meurt à Lausanne le 15 janvier 1984.

## Publications
Essais
- Art populaire suisse : Schweizer Volkskunst, Bâle, Urs Graf, 1941, 80 p.
- (de) Land am Rande der Zeit, Bâle, Urs Graf, 1941, 136 p.
- (de) Tessin : Rückblick auf ein Paradies  (photogr. Gotthard Schuh), Olten et Lausanne, Urs Graf, 1943, 1956, 1961, 124 p.
- Introduction aux doctrines ésotériques de l'islam, Lyon, Paul Derain, 1951 (titre original : Du soufisme) ; rééditions : Paris, Dervy, 1955, 1969, 2008, 188 p. (ISBN 978-2-84454-567-1).
- Principes et méthodes de l'art sacré, Lyon, Paul Derain, 1958 ; rééditions : Paris, Dervy, 1976, 1995, 2011, 232 p. (ISBN 978-2-84454-650-0).
- (de) Von wunderbaren Büchern : Erlebnisse und Betrachtungen bei der Herausgabe frühmittelalterlicher Handschriften, Olten, Urs Graf, 1963, 69 p.
- (de) Marokko, Westlicher Orient : ein Reiseführer, Olten, Walter, 1972, 358 p. (ISBN 978-3-530-12780-5), coécrit avec Werner Pfister.
- Alchimie : sa signification et son image du monde, Bâle, Thoth & Fondation Ludwig Keimer, 1974 ; réédition : Milan, Archè, 1979, 1974, 228 p. (ISBN 978-88-7252-002-4). (Alchimie, science et sagesse, édité par Planète en 1964 est une traduction pirate rejetée par l’auteur.)
- Clé spirituelle de l'astrologie musulmane d'après Mohyiddîn Ibn Arabî, Paris, Éditions Traditionnelles 1950 ; réédition : Milan, Archè, 1974, 62 p. (ISBN 978-88-7252-035-2 et 88-7252-035-5).
- Symboles : recueil d'essais, Milan, Archè, 1980, 106 p. (ISBN 88-7252-125-4).
- L'art de l'islam : langage et signification, Arles, Sindbad 1985, 1999 ; réédition: Wattrelos, Tasnîm, 2022, 236 p. (ISBN 979-109130040-7).
- Science moderne et sagesse traditionnelle, Milan, Archè, 1986, 160 p. (ISBN 88-7252-118-1).
- Aperçus sur la connaissance sacrée, Milan, Archè, 1987, 94 p. (ISBN 88-7252-005-3).
- Miroir de l'intellect, Lausanne, L’Âge d’Homme, 1992, 104 p. (ISBN 978-2-8251-0264-0, lire en ligne).
- Chartres et la naissance de la cathédrale, Milan et Dieulefit, Archè et La Nef de Salomon, 1995, 178 p. (ISBN 88-7252-176-9).
- Fès, ville d'islam  (trad. de l'allemand), Milan, Archè, 2007, 176 p. (ISBN 978-88-7252-201-1 et 88-7252-201-3).
- La culture mauresque en Espagne (trad. de l'allemand), Milan, Archè, 2017, 330 p.  (ISBN 978-88-7252-348-3).
- Sienne, ville de la Vierge, Lausanne, Les Sept Flèches, 2017, 146 p. (ISBN 978-2-9701185-0-3).

Traductions de l'arabe avec introduction et commentaires
- Ibn Arabî, La sagesse des prophètes (Fusûs al-hikam), Paris, Albin Michel, 2008, 256 p. (ISBN 978-2-226-17295-2).
- Abd al-Karîm al-Jîlî, De l'homme universel (Al-insân al-kâmil) : extraits, Paris, Dervy, 1975, 104 p.
- Al-Arabî al-Darqâwî, Lettres d'un maître soufi, Milan, Archè, 1978, 172 p. (ISBN 978-88-7252-069-7).

Compilations d'écrits de Titus Burckhardt
- Tayeb Chouiref, Titus Burckhardt : Le soufisme entre Orient et Occident, volume 1 (biographie, souvenirs et témoignages), Wattrelos, Tasnîm, 2020, 260 p. (ISBN 979-10-91300-27-8).
- Tayeb Chouiref, Titus Burckhardt : Le soufisme entre Orient et Occident, volume 2 (études et analyses), Wattrelos, Tasnîm, 2020, 198 p. (ISBN 979-10-91300-28-5).
- (en) William Stoddart, The Essential Titus Burckhardt : Reflections on Sacred Art, Faiths, and Civilizations, Bloomington/IN, World Wisdom, 2003, 352 p. (ISBN 0-941532-36-4, présentation en ligne) ; préface de Hossein Nasr.

## Sources et bibliographie
- Stefano Bianca, « Quelques souvenirs personnels de ma collaboration avec Titus Burckhardt », dans Jaafar Kansoussi (dir.), Sagesse et splendeur des arts islamiques : Hommage à Titus Burckhardt, Marrakech, Al Quobba Zarqua, 2000, p. 13-20
- Jean Borella, « Rencontre d’un métaphysicien », Études Traditionnelles, no 484,‎ avril à juin 1984, p. 76-78
- Jean Canteins, « De l’auteur et de son œuvre », Études Traditionnelles, no 484,‎ avril à juin 1984, p. 63-68
- Tayeb Chouiref, Titus Burckhardt : Le soufisme entre Orient et Occident, volume 1 (biographie, souvenirs et témoignages), Wattrelos, Tasnîm, 2020, 260 p. (ISBN 979-10-91300-27-8)
- Roger du Pasquier, « Un porte-parole de la Tradition universelle », Études Traditionnelles, no 484,‎ avril à juin 1984, p. 59-62
- Philippe Faure, « Un comparatisme au service de l'art sacré : arts islamiques et arts chrétiens médiévaux dans l'œuvre de Titus Burckhardt (1908-1984) », dans Jaafar Kansoussi (dir.), Sagesse et splendeur des arts islamiques : Hommage à Titus Burckhardt, Marrakech, Al Quobba Zarqua, 2000, p. 75-92
- Michael Fitzgerald, « Titus Burckhardt : un grand ami des Indiens d'Amérique », dans Jaafar Kansoussi (dir.), Sagesse et splendeur des arts islamiques : Hommage à Titus Burckhardt, Marrakech, Al Quobba Zarqua, 2000, p. 230-235
- Jaafar Kansoussi (dir.), Sagesse et splendeur des arts islamiques : Hommage à Titus Burckhardt, Marrakech, Al Quobba Zarqua, 2000, 160 p.
- Jean-Pierre Laurant, « Tradition et art sacré en Occident au début du XXe siècle : quelques compagnons de route de Titus Burckhardt », dans Jaafar Kansoussi (dir.), Sagesse et splendeur des arts islamiques : Hommage à Titus Burckhardt, Marrakech, Al Quobba Zarqua, 2000, p. 31-36
- Marc Loopuyt, « Rencontres avec Sidi Ibrahîm Burckhardt », dans Tayeb Chouiref (dir.), Titus Burckhardt : Le soufisme entre Orient et Occident, volume 1 (biographie, souvenirs et témoignages), Wattrelos, Tasnîm, 2020, p. 236-244
- Jean-Louis Michon, « Titus Burckhardt à Fès, 1972-1977 », Études Traditionnelles, no 484,‎ avril à juin 1984, p. 69-75
- Jean-Louis Michon, « Postface : Titus Burckhardt à Fès », dans Titus Burckhardt, Fès ville d’islam, Milan, Archè, 2007, 176 p. (ISBN 978-88-7252-201-1), p. 157-162
- Jean-Louis Michon, « Titus Burckhardt et le sens de la beauté : pourquoi, comment il a aimé le Maroc », dans Jaafar Kansoussi (dir.), Sagesse et splendeur des arts islamiques : Hommage à Titus Burckhardt, Marrakech, Al Quobba Zarqua, 2000, p. 37-60
- Hossein Nasr, « Avec Titus Burckhardt au tombeau d'Ibn Arabî », dans Tayeb Chouiref (dir.), Titus Burckhardt : Le soufisme entre Orient et Occident, volume 1 (biographie, souvenirs et témoignages), Wattrelos, Tasnîm, 2020, p. 200-207
- Hossein Nasr, « La vision du sens spirituel de l'art islamique chez Titus Ibrahim Burckhardt », dans Jaafar Kansoussi (dir.), Sagesse et splendeur des arts islamiques : Hommage à Titus Burckhardt, Marrakech, Al Quobba Zarqua, 2000, p. 61-73
- (en) Hossein Nasr, « Avant-propos », dans William Stoddart (dir.), The Essential Titus Burckhardt, Bloomington/IN, World Wisdom, 2003, 352 p. (ISBN 978-1-933-31638-3), p. xv-xvii
- (en) Hossein Nasr, « The Spiritual Significance of Islamic Art: The Vision of Titus Ibrahim Burckhardt », Sophia, vol. 5, no 2,‎ 1999
- Léo Schaya, « Souvenir d’une amitié », Études Traditionnelles, no 484,‎ avril à juin 1984, p. 79-80
- William Stoddart, « Introduction », dans Titus Burckhardt, Miroir de l’intellect, Lausanne, L’Âge d’Homme, 1992, 104 p. (ISBN 0-941532-36-4), p. 7-17
- (en) William Stoddart, « Introduction », dans William Stoddart (dir.), The Essential Titus Burckhardt: Reflections on Sacred Art, Faiths, and Civilizations, Bloomington/IN, World Wisdom, 2003, 352 p. (ISBN 978-1-933-31638-3), p. 1-8
- (en) William Stoddart, « Titus Burckhardt and the Traditional School », Sophia, vol. 5, no 2,‎ 1999
- Muhammed Suheyl Omar, « Étude sur l'importance des œuvres de Ibrahim Azzedine (Titus Burckhardt) », dans Jaafar Kansoussi (dir.), Sagesse et splendeur des arts islamiques : Hommage à Titus Burckhardt, Marrakech, Al Quobba Zarqua, 2000, p. 103-104, 125-140
- (en) World Wisdom Books, « Titus Burckhardt’s life and work » (consulté le 17 août 2020)